# Posaconazol
El posaconazol es un fármaco antifúngico derivado del núcleo triazólico, al igual que fluconazol, itraconazol o voriconazol, de reciente investigación (década del 2000) y cuyo uso en muchos países ha quedado circunscrito al ámbito hospitalario.

## Farmacocinética
Es un fármaco que se puede administrar por vía oral, con una buena absorción, siguiendo una gráfica lineal. En tres horas alcanza niveles máximos, tiempo que se amplía si el sujeto está en ayunas, por lo que se aconseja tomarlo junto a alimentos. La toma de cimetidina a la vez que el posaconazol origina una disminución de la concentración máxima en sangre del 39%, por lo que se desaconseja el uso concomitante. No hay estudios sobre otros antagonistas H2 ni sobre inhibidores de la bomba de protones, pero se desaconseja igualmente el uso coincidente de este tipo de fármacos. 
En la sangre alcanza una amplia distribución, con un índice de unión a proteínas del 98%, sobre todo a la albúmina sérica. Se metaboliza de forma independiente al CYP450, aunque sí que actúa como inhibidor del CYP3A4, originando fundamentalmente conjugados glucurónicos no activos.

## Mecanismo de acción
Al igual que otros antimicóticos inhibe la síntesis del ergosterol fúngico actuando sobre la CYP51 (dificulta la 14-desmetilación), lo que lleva a una disminución del ergosterol y, de forma secundaria, a un acúmulo de esteroles anómalos (esteroles 14-alfa-metilados). Al ser mucho más importante el ergosterol para la pared de los hongos que para la de las células humanas, y debido a la mayor afinidad de los primeros por los azoles, se explica la acción selectiva del posaconazol. La falta de ergosterol altera la permeabilidad de las membranas de los hongos, lo que lleva a una desestructuración de los orgánulos celulares y de la capacidad de división. Secundariamente, el acúmulo de esteroles anómalos contribuye a la fragilidad y muerte celular. Esta situación se ve reforzada por un cierto efecto del posaconazol sobre la síntesis de otros compuestos químicos como son los fosfolípidos y los triglicéridos. In vitro, posaconazol ha demostrado ser un sustrato de la glicoproteína P, un transportador de eflujo celular (gpP). La alta lipofilia del radical que enlaza con la enzima fúngica explica la alta selectividad de este antifúngico, aunque algunas cepas con modificaciones de la proteína constitutiva de la CYP51 pueden presentar resistencia al posaconazol.

## Indicaciones
El posaconazol ha demostrado efectividad clínica frente a cepas de: 
- Aspergillus (Aspergillus fumigatus, A. flavus, A. terreus, A. nidulans, A. niger, A. ustus).
- Candida (Candida albicans, C. glabrata, C. krusei, C. parapsilosis, C. tropicalis, C. dubliniensis).
- Fonsecaea pedrosoi.
- Fusarium.[3]

También ha demostrado in vitro actividad frente a Rhizomucor, Mucor y Rhizopus, pero sin confirmación clínica de la misma.

## Interacciones.
En la mayoría de los casos, son consecuencia fundamental de su inhibición del metabolismo oxidativo. Destacan:
1. Fármacos que disminuyen los niveles del posaconazol:
  1. Porque disminuyen la absorción: 
    1. Bloqueantes H2: cimetidina, ranitidina o famotidina
    2. Los inhibidores de bomba de hidrogeniones: omeprazol, pantoprazol, lansoprazol o esomeprazol, entre otros.
    3. Antiácidos: magaldrato, almagato, hidróxido de aluminio o  bicarbonato sódico entre un largo etcétera.

  2. Porque aceleran el metabolismo: fármacos que inducen la glucuronidación, como la rifampicina, la carbamacepina o la fenitoína.
2. Fármacos que aumentan los niveles del posaconazol: fármacos que disminuyen la glucuronidación como el  ritornavir, indinavir, claritromicina y eritromicina.
3. Fármacos que aumentan sus niveles si se toman conjuntamente con el posaconazol: ciclosporina, digoxina, felodipino.
4. Fármacos contraindicados:
  1. Por aumento del riesgo de arritmias cardíacas: astemizol, cisaprida, dofetilida, levometadil, mizolastina, pimozida, quinidina, sertindol y terfenadina.
  2. Por riesgo de rabdomiólisis: lovastatina y simvastatina.
  3. Otros: alcaloides del cornezuelo de centeno, triazolam y midazolam.[4]
5. Fármacos que precisan reducir la dosis y un especial seguimiento médico si se toman de forma conjunta con el posaconazol:
  1. Anticoagulantes orales: acenocumarol y warfarina.
  2. Inhibidores de la proteasa VIH tales como ritornavir, indinavir, saquinavir.
  3. Ciertos agentes antineoplásicos tales como alcaloides de la vinca, busulfan, docetaxel y trimetrexate.
  4. Bloqueadores de los canales del calcio metabolizados por CYP3A4 tales como dihidropiridinas y verapamil.
  5. Ciertos agentes inmunosupresores: ciclosporina, tacrolimus, rapamicina (también conocido como sirolimus).
  6. Determinados inhibidores de la HMG-CoA reductasa metabolizados por el CYP3A4, como atorvastatina.
  7. Determinados glucocorticoides, como budesónida, dexametasona y metilprednisolona.
  8. Otros: digoxina, carbamazepina, cilostazil, buspirona, alfentanilo, alprazolam, brotizolam, disopiramida, midazolam (intravenoso), eletriptán, halofantrina, rifabutin, repaglinida, ebastina y reboxetina.[4]

## Reacciones adversas
La tabla que sigue expone las RAM (reacciones adversas a medicamentos) recogidas fundamentalmente en estudios precomercialización, ya que el poco tiempo pasado desde esta (2005) en el momento actual (2008) impide que se tengan estudios adecuados en fase IV (postcomercialización) del posaconazol. Para ello se han seguido los criterios CIOMS. Se incluyen tan solo las que tienen una incidencia superior al 0.1%.
| Órgano afectado                               | Criterio CIOMS. | Tipo de reacción adversa                                                                        |
| Pruebas de Laboratorio.                       | Frecuentes.     | Aumento de fosfatasa alcalina, aumento de creatinina, anomalías en pruebas de función hepática. |
|                                               | Infrecuentes.   | Prolongación del intervalo QT. Aumento de urea en la sangre.                                    |
| Trastornos cardíacos.                         | Infrecuentes.   | Taquicardia, arritmias, bradicardia.                                                            |
| Trastornos de la sangre.                      | Frecuentes.     | Neutropenia.                                                                                    |
|                                               | Infrecuentes.   | Anemia, leucopenia, trombocitopenia.                                                            |
| Trastornos del sistema nervioso.              | Frecuentes.     | Mareos, cefalea, temblores, agitación, parestesia.                                              |
|                                               | Infrecuentes.   | Convulsiones, neuropatía, hipoestesia, temblores.                                               |
| Trastornos oculares                           | Infrecuentes.   | Visión borrosa.                                                                                 |
| Trastornos gastrointestinales.                | Frecuentes.     | Diarrea, estreñimiento, náuseas, vómitos, dispepsia, dolor abdominal.                           |
|                                               | Infrecuentes.   | Pancreatitis.                                                                                   |
| Trastornos renales y urinarios.               | Infrecuentes.   | Fallo renal, Nefritis, Proteinuria.                                                             |
| Trastornos de la piel.                        | Frecuentes.     | Rash.                                                                                           |
|                                               | Infrecuentes.   | Alopecia, aftas bucales.                                                                        |
| Trastornos del metabolismo y de la nutrición. | Frecuentes.     | Desequilibrio hidroelectrolítico, anorexia.                                                     |
|                                               | Infrecuentes.   | Aumento de la glucosa en sangre.                                                                |
| Otros.                                        | Frecuentes.     | Fiebre, astenia, fatiga,                                                                        |
|                                               | Infrecuentes.   | Dolor de espalda, hipotensión, ictericia, hepatitis, hepatomegalia, colecistitis.               |

Habitualmente, las frecuencias de aparición de las RAM suelen ser inferiores en los estudios precomercialización que en los postcomercialización. Igualmente pueden aparecer tipos de RAM nuevas. Por tanto, conforme vayan publicándose nuevos estudios de fase IV esta tabla puede ser modificada sustancialmente.